# Ел-Уед (област)
Ел-Уед (на арабски: ولاية الوادي) е област на Алжир. Населението ѝ е 647 548 жители (по данни от април 2008 г.), а площта 54 573 кв. км. Намира се в часова зона UTC+01. Телефонният ѝ код е +213 (0) 32. Административен център е град Ел-Уед на който е наименувана и областта.